# Fiesta de la Bulería

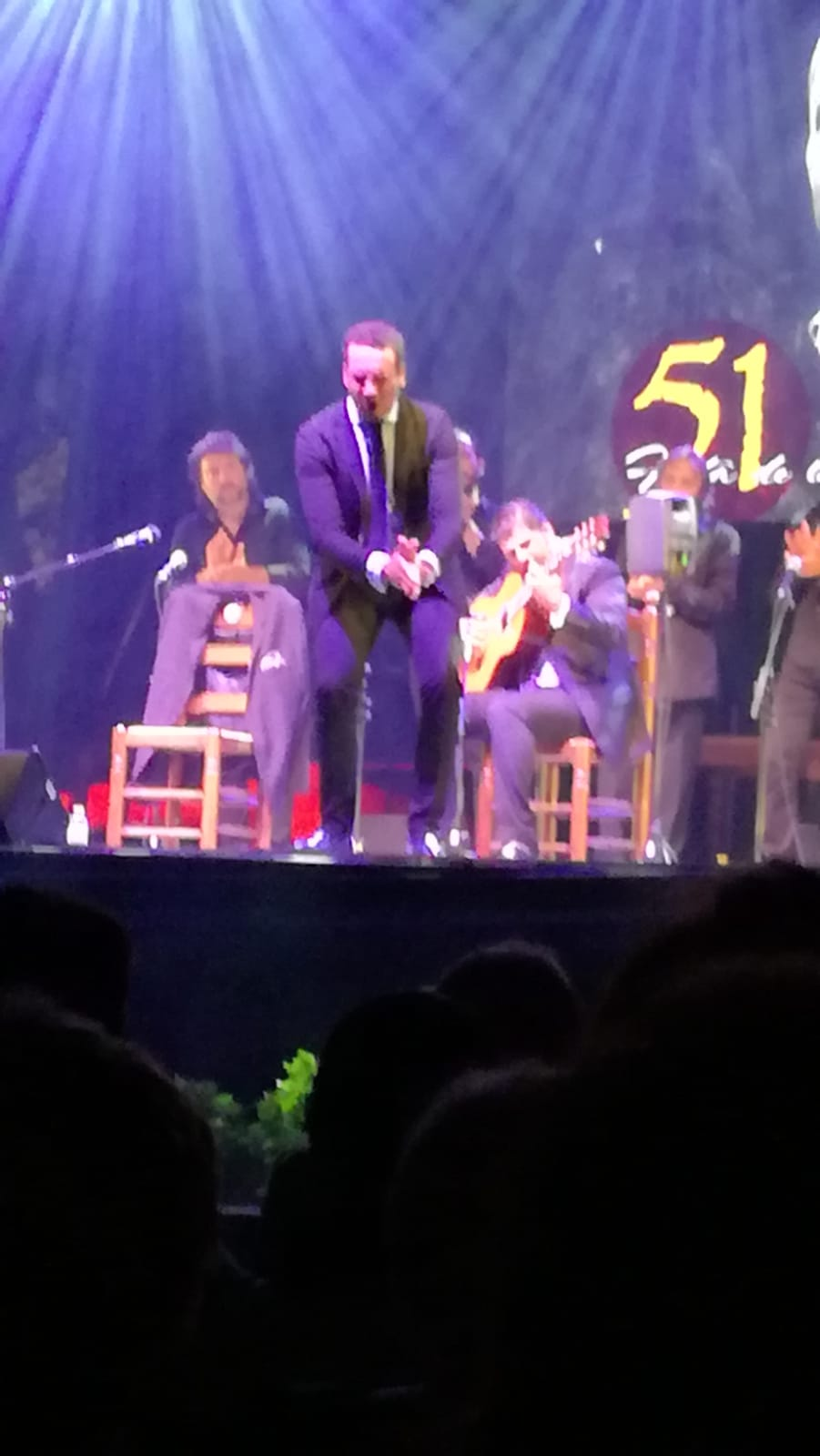
Jesús Méndez en la Fiesta de la Bulería 2018

La Fiesta de la Bulería es una cita flamenca, de cante y baile, que tiene lugar en Jerez de la Frontera (Andalucía, España) cada mes de septiembre, dentro de las conocidas Fiestas de la Vendimia.

## Origen
El origen de esta fiesta es homenajear a la bulería, el palo flamenco más típico de Jerez.
Fue creada y organizada por Juan de la Plata en 1967 desde la Cátedra de Flamencología y Estudios Folclóricos Andaluces, en su primera edición como colofón a su V Curso de Arte Flamenco. Posteriormente ha sido organizada por el ayuntamiento. Durante la mayoría de sus ediciones se ha celebrado en la Plaza de Toros, pero ha tenido otras sedes como el Cine-Terraza "Tempul" y la Plaza del Mamelón.
Actualmente es un evento de referencia, lo que ha causado diversidad de opiniones respecto a su coste, superando los 240.000 euros en 2018.